# ألوزجيا شتيبي
ألوزجيا شتيبي سلوفينية نسوية، ومربية سياسيّة، بدأت حياتها كمُعلمة. اخترقت مجال حقوق المرأة، واتجهت نحو السياسة والصحافة. رفضت عدم تكافؤ المساواة السياسية والأجتماعية والمدنية، واستخدمت كتاباتها ومواقفها السياسيّة للنهوض بمجتمع متساوٍ. رغم دعمها ليوغوسلافيا الموحدة، إلا أنَّها كانت حريصة بخصوص الحقوق المفقودة للبلاد الأخرى حال انضمت إليها. أسست شتيبي التحالف النسائي لمملكة الصرب، والكروات، والسلوفانيين لتوحيد النساء تحت مظلة الدولة المُشكَّلة حديثًا لدعم المساواة في الأجور، والزواج المدني، وتوفير الحماية للأطفال، وشبكة ضمان وأمان اجتماعي للعُمّال.

## حياتها المُبكرة
وُلدت شتيبي في 24 من مارس –آذار– عام (1883) في لجوبليجانا، والتي كانت في ذلك الوقت جزء من الامبراطورية النمساوية الهنغارية لماريجا وأنتون ستيبي. عُرفت في أسرتها باسم «لوجزيكا». التحقت شتيبي بالمدرسة الابتدائية والثانوية للبنات قبل حصولها على تدريب المُعلمين عام (1899). تخرّجت من مدرسة نورمال سكول –معهد لتدريب طلاب المدارس الثانوية ليصبحوا مُعلمين– عام (1903).

## حياتها المهنيّة
انتقلت شتيبي فورًا للعمل في تيانخ كمدرسة بديلة بعد إتمام دراساتها. بدأت العمل بدوام كامل في العام التالي في تريتزك، وفي عام (1911) بدأت الكتابة عن مشاكل المرأة. بدأت شتيبي الكتابة لحساب الجريدة الاشتراكيّة «زاريا» بحلول العام (1912). وفي نفس الوقت، بدأت بتحرير أخبار الأعضاء السلوفانيين في الاتحاد التجاري النمساوي للعاملين بالتبغ. انتُخبت شتيبي كممثلة للحزب الديموقراطي الاجتماعي اليوغسلافي في مجلس مقاطعة كارنيولا، لتبدأ بالحديث في العديد من الاجتماعات التي تُعقد في المنطقة. تسببت أنشطتها اليساريّة وأيدولوجيتها الفكرية بالتعارض مع سلطات المدرسة باستقالتها عام (1914). استمرت في الكتابة والتحرير، كما عملت كمحررة في مجلة المرأة الاشتراكيّة عام (1915)، وعملت كرئيسة تحرير في مجلة «نابغي» اليوميّة الديمُقراطيّة الاجتماعيّة عام (1917)، ورئيس تحرير مجلة الديمقراطيّة عام (1918).
دعمت شتيبي تأسيس الدولة اليوغسلافية في عام (1917)، وانضمت إلى حركة النساء الديمقراطية الاجتماعية لتأسيس الجمعية الاجتماعية السلوفانية الهادفة لحماية حقوق المرأة والطفل في الدولة الجديدة المنشودة. كانت تخشى من تبني النموذج الصربي، والذي سوف يحُد من حقوق المرأة السلوفانية، وكانت تضغط لإحداث تغيُّرات من شأنها حماية المرأة السلوفانية عَبر الثقافات المُختلفة داخل الدولة اليوغسلافية المُوحدة. نشرت ورقة هامة في عام (1918) بعنوان «الديمقراطيّة والنِّسويّة»، والتي كان يتخللها برنامج لتحسين الفرص التعليميّة للمرأة، وتفعيل حقها في الاقتراع، وحماية حقوقها المدنيّة. رغم إيمانها أنَّ المرأة يجب أن تتمتع بكافة الحقوق السياسية والاجتماعية والمدنية، كانت تشعر أنَّ المرأة والرجل لدى كل منهما مهارات مُختلفة، لذلك استنتجت أنَّ المرأة يُمكنها استخدام غريزة الامومة من أجل إحداث تغيير مُجتمعي حقيقي لتقوية الترابط الاجتماعي، وخلق مُجتمع أقل انقسامًا. في نفس العام، بدأت شتيبي العمل بالحكومة الوطنيّة لمملكة الصرب، والكروات، والسلوفانيين كمُشرفة في قسم الرعاية الاجتماعيّة للشباب في لجوبليجانا. كان هذا أول منصب حكومي تتقلده من ضمن العديد من المناصب الحكومية التي تقلدتها في الفترة اللاحقة، حيثُ ركزّت على الرفاهية السياسية والاجتماعية قبل أن تُطرد من الحكومة عام (1927) بسبب سياساتها.
كانت عُضوة جمعية المرأة الوطنية في مملكة الصرب، والكروات، والسلوفانيين في الفترة ما بين عام (1919) وعام (1923)، لكنها غادرت المُنظمة بسبب عدم جدواها. وفي نفس السنة، أسست الاتحاد النسائي لمملكة الصرب، والكروات، والسلوفانيين، والذي أُعيد تسميته في عام (1926) ليُصبح الاتحاد اليوغسلافي للحركات النسائيّة. خدمت شتيبي كرئيسة للمنظمة، والتي هدفت لتحقيق المساواة الاجتماعية، والسياسية، والمدنية للمرأة، حتى عام (1927). انتشرت المُنظمة في كل أرجاء البلاد كوسيلة لتوحيد الثقافات المُختلفة تحت مظلة هدف واحد للجميع. رأت الاشتراكية كوسيلة لإعادة تنظيم المواقف المُجتمعية تجاة المرأة، وقرأت على نطاق واسع العديد من الأعمال، بما في ذلك أعمال أوجوست بيبيل، وفريدريش إنجلس، وإلين كاي، ولوزا لوكسمبورغ، وكارل ماركس، وتوماس ماساريك. أثناء هذا الإطار الزمني، شاركت في عدد كبير من المؤتمرات والمجموعات النسائية الدوليّة، مثل مؤتمر روما للاتحاد الدولي لحق المرأة في الاقتراع عام (1923)، والمجلس الدولي للمرأة في واشنطن عام (1925)، ومؤتمر براغ عام (1929) في برلين، والمجلس الدولي للمرأة في باريس عام (1934)، والمجلس الدولي للمرأة عام (1939) في دوبروفنيك.
انتقلت إلى بلغراد عام (1927)، لتبدأ بالتحرير في جريدة الحركة النسائيّة، والتي استمرت بالعمل فيها حتى عام (1938). نُشرت الجريدة في سلوفانيا، وكرواتيا، وصربيا. نشرت كُتيبين، تُرجما للغة الفرنسية لتعريف المجتمع الدولي بالحركات النسائيّة اليوغسلافية وهما، الحركات النسائيّة اليوغسلافية عام (1931)، ونشاط الجمعيات النسائيّة في يوغسلافيا عام (1936). عُينت شتيبي كأمينة مُساعدة لدى وزارة الصحة الوطنيّة، والسياسة الاجتماعيّة عام (1933).ومن خلال دورها الجديد، اهتمت شتيبي بتحسين النسل اعتمادًا على النموزج النرويجي، والذي يُركز على الحاجة الاجتماعية لتنظيم الاسرة، بدلًا من سياسة الدولة في استهداف غير المرغوب بهم. طالبت شتيبي بالعديد من التدابير لتحقيق المساواة بين الرجال، والنساء في النواحي الشخصيّة، والسياسية، والاجتماعيّة.  بالإضافة لحق الاقتراع. دافعت عن الزواج المدني، والحضانة المتساوية للأطفال، والاعتراف بالنسل غير الشرعي. آمنت  بقوانين الملكيّة المتساوية، والتي توزِّع الميراث بشكل متساوٍ، لكنها رأت أنَّ إعادة تعريف حقوق الملكية يُمكن استخدامها لإعادة تعريف القواعد السياسية والاجتماعية. وعلى الجانب الاقتصادي، اقترحت شتيبي أنَّ العمل المنزلي يجب أن يُعتبر كعمل مدفوع الأجر، وأن يتقاضى الموظفون المدنيون رواتب متساوية، كما طالبت بنظام تأميني شامل على الحوادث، والموت، والإصابات، والشيخوخة لكلا الجنسين. طالبت أيضًا بالسماح للنساء بالمشاركة في وظائف الرقابة والتفتيش لفرض مزيد من الانضباط لتحقيق الصحة والرفاهية المُجتمعية. عارضت عمل الأطفال، واستغلال العمال.
عادت شتيبي إلى لجوبليجانا عام (1940)، وبسبب صحتها السيئة، انتقلت مع شقيقها أنتون شتيبي، وزوجته سيريلا، التي كانت تعمل كناشطة في حقوق المرأة أيضًا. انضمت الأسرة إلى الثوار السلوفانيين خلال الحرب العالمية الثانية عام (1941) كداعمين للثورة، مما أدى لمقتل شقيقها على يد النازيين، وترحيل زوجته وموتها في أحد المُعسكرات النازية في وقت لاحق. عندما انتهت الحرب، عادت شتيبي للعمل الحكومي مرة أخرى في جمهورية سلوفانيا الشعبيّة المُشكلة حديثًا، لتعمل في قسم التعليم وتنمية المواريد البشرية إلى أن أصبحت رئيسة القسم عام (1947). في العام التالي، رُقيت شتيبي كرئيسة مجلس إدارة العُمال. وبعد عامين، انتقلت من وزارة العمل إلى وزارة التعليم لتعمل في قسم المدارس المهنيّة قبل تقاعدها عام (1950). ومن عام (1950) إلى عام (1956)، أخذت شتيبي مهمات التعيين في وزارة التعليم.

## وفاتها
تُوفيت في التاسع من أغسطس –آب– عام (1956) في لجوبليجانا. وفي وقت وفاتها، كان يُنظر لمُساهماتها بازدراء من قِبَل النظام الشيوعي.